# چهارم درست
چهارم درست فاصله‌ای در موسیقی است که بین آنها دو پرده و یک نیم‌پرده (در مجموع ۵ نیم‌پرده) موجود باشد. به بیان دیگر، فاصلهٔ چهارمی که از ۵ نیم‌پرده تشکیل شده باشد را چهارم درست گویند. مانند فاصلهٔ بین دو تا فا؛ چرا که فاصلهٔ بین دو تا فا از چهار نت تشکیل شده (دو، ر، می، فا) و این فاصله دارای ۵ نیم‌پرده است (دو -> دو دیز -> ر -> ر دیز -> می -> فا). براین اساس که هر نیم‌پرده برابر با ۱۰۰ سنت است، فضای بین دو نت ابتدایی و پایانی در یک فاصلهٔ چهارم درست، ۵۰۰ سنت می‌باشد.
چهارم افزوده و چهارم کاسته نیز فاصله‌های چهارم هستند با این تفاوت که از تعداد نیم‌پردهٔ متفاوتی تشکیل شده‌اند. چهارم افزوده دارای ۶ نیم‌پرده و چهارم کاسته دارای ۴ نیم‌پرده است.
فاصله‌های دیگری که با پسوند «درست» نامگذاری شده‌اند، یکم درست، پنجم درست و هشتم[درست] هستند.
معکوس فاصلهٔ چهارم درست، پنجم درست است.

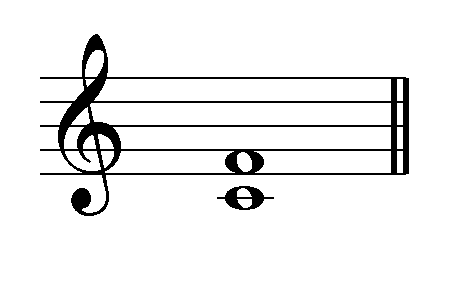
فاصلهٔ چهارم درست از نت «دو» تا «فا»